# Idioma nivejí
Nivejí, nivja, nivj, nivji o gilyak (referida en la propia lengua como Нивхгу диф, Nivjgu dif; o en idioma ruso: нивхский o гиляцкий; o en japonés: ニヴフ語/ギリヤーク語, nivufu-go/giriyāku-go) es una lengua hablada en la región de Manchuria, en la cuenca del río Amgun, afluente del río Amur. También se habla a lo largo de la zona de desembocadura del propio río Amur además de la mitad norte de la zona de la isla de Sajalín. 'Gilyak' es el apelativo manchú, los hablantes de esta lengua son conocidos como nivjis o nivkhs (en nivejí [ɲivx] significa 'persona')
El nivejí no parece estar relacionado con ninguna otra lengua y está por ello considerado como lengua aislada. Por conveniencia metodológica se la incluye dentro de las lenguas paleosiberianas. Muchas palabras de la lengua nivejí tienen importante parecido con palabras de otras lenguas paleosiberianas como el idioma ainu, el coreano o las lenguas altaicas. Pese a ello no se han encontrado correspondencias regulares en el plano de los sonidos entre estas lenguas por lo que cualquier similitud léxica se considera fruto de la casualidad o del préstamo interlingüístico. Recientemente se ha incluido la lengua nivejí entre las clasificadas como lenguas euroasiáticas en la controvertida hipótesis de Joseph Greenberg. Por su parte Michael Fortescue ha defendido la relación de la lengua Nivkh con las lenguas mosanas (salish; wakash, chimaku).
La población de la etnia Nivji ha permanecido razonablemente estable a lo largo del pasado siglo con 4549 Nivjhs censados en 1897 y 4673 en 1989. En todo caso el número de hablantes nativos de Nivkh entre ese censo ha caído de un 100% a un 23,3% en ese periodo por lo que quedan aproximadamente un millar de hablantes de Nivkhs como primera lengua. Por ello se la considera como lengua en peligro de extinción.

## Gramática
La gramática de la lengua nivejí es altamente sintética; igualmente ha desarrollado un sistema de casos y otros marcadores gramaticales pero no género gramatical. El orden de palabras básico es el de SOV. El nivejí es caracterizado por el alto grado de unión entre palabras. Por ejemplo, aquellos morfemas que expresen nociones de relación espacial (preposiciones o posposiciones) se incorporan al nombre al que se refieren. Una palabra puede ser el resultado de la combinación de varias raíces, nombres, verbos y afijos para expresar una idea concreta. La formación de cada palabra es relevante para el significado de la frase.

## Ortografía
| А а   | Б б   | В в | Г г | Ӷ ӷ | Ғ ғ   | Ӻ ӻ | Д д   |
| Е е   | Ё ё   | Ж ж | З з | И и | Й й   | К к | К’ к’ |
| Ӄ ӄ   | Ӄ’ ӄ’ | Л л | М м | Н н | Ӈ ӈ   | О о | П п   |
| П’ п’ | Р р   | Р̌ р̌ | С с | Т т | Т’ т’ | У у | Ф ф   |
| Х х   | Ӽ ӽ   | Ӿ ӿ | Ц ц | Ч ч | Ч’ ч’ | Ш ш | Щ щ   |
| Ъ ъ   | Ы ы   | Ь ь | Э э | Ю ю | Я я   |     |       |

## Fonología

### Consonantes
|             |             | Labial | Alveolar | Palatal | Velar | Uvular | Glotal |
| ----------- | ----------- | ------ | -------- | ------- | ----- | ------ | ------ |
| Nasal       | Nasal       | m      | n        | ɲ       | ŋ     |        |        |
| Oclusiva    | aspirada    | pʰ     | tʰ       | cʰ      | kʰ    | qʰ     |        |
| Oclusiva    | no aspirada | p      | t        | c       | k     | q      |        |
| Fricativa   | sorda       | f      | s        |         | x     | χ      | h      |
| Fricativa   | sonora      | v      | z        |         | ɣ     | ʁ      |        |
| Vibrante    | sorda       |        | r̥        |         |       |        |        |
| Vibrante    | sonora      |        | r        |         |       |        |        |
| Aproximante | Aproximante |        | l        | j       | w     |        |        |

Las fricativas labiales están débilmente articuladas, y se han descrito como bilabiales [ɸ, β] y labiodentales [f, v]. Las paradas del paladar puede tener algún grado de africación, como en [ʰ tʃ, tʃ].
El idioma nivejí presenta un proceso de alternancia de consonantes, en el cual la oclusiva que inicia un morfema inicial, alterna con una fricativas o una vibrante:
|             | Aspirada ↔ sorda | Aspirada ↔ sorda | Aspirada ↔ sorda | Aspirada ↔ sorda | Aspirada ↔ sorda | No aspirada ↔ sonora | No aspirada ↔ sonora | No aspirada ↔ sonora | No aspirada ↔ sonora | No aspirada ↔ sonora |
| Oclusiva    | pʰ               | tʰ               | cʰ               | kʰ               | qʰ               | p                    | t                    | c                    | k                    | q                    |
| Continuante | f                | r̥                | s                | x                | χ                | v                    | r                    | z                    | ɣ                    | ʁ                    |

Esto ocurre cuando un morfema es precedido por otro morfema dentro de la misma frase (por ejemplo, un prefijo o adjunto), a menos que el morfema precedente termine en una fricativa o una vibrante o una /l/ o una nasal.
- /pəɲx/ 'sopa'
- /pənraj vəɲx/ 'sopa de pato'
- /amsp vəɲx/ 'sopa de foca' (una clase específica)
- pero: /cxəf pəɲx/ 'sopa de oso'

Sólo la posición inicial de morfema se ve afectada: otros grupos que terminan en una oclusiva son posibles dentro de un morfema (por ejemplo, /utku/ "hombre").
En algunos Verbos transitivos, el proceso ha sido registrado aparentemente a la inversa, con las fricativas y vibrantes convirtiéndose en oclusivas, con la misma distribución. Aunque éste se ha expuesto como un proceso distinto, también ha sido explicado como un proceso igual en lo fundamental, con la forma citativa de estos verbos conteniendo una oclusiva subyacente, apagada debido a la presencia antigua de un prefijo i- prefix el cual aún subsiste en la forma citativa de otros verbos, en los cuales causa la alternancia consonántica regulas. Las fricativas iniciales en los sustantivos nunca cambian.
Antes de las nasales o de la /l/, las oclusivas no aspiradas llegan a ser sonoras [b, d, ɟ, ɡ, ɢ]. Esto ocurre también dentro de un morfema, a diferencia de la alternancia consonántica. El dialecto Amur elimina algunas nasales al final de palabra, lo que provoca que las oclusivas sonoras ocurran también al principio de la palabra.

### Vocales
El sistema vocálico del nivejí es inusual, al punto que Ian Maddieson lo llama "defectuoso". En realidad, es un sistema de rotación en el que se compensa un vacío en la región anterior media del espacio vocal, con el movimiento de las vocales alrededor. La vocal  / ɤ / odría considerarse como un complemento del vacío causado por la falta de una vocal central ordinaria.
El vocal anterior media esperada en un sistema de cinco vocales, que pudo existir en el pasado, se convirtió en un diptongo cerrado a medio, sin redondear, representado en la descripción Maddieson como  / ɪe /.
|               | Anteriores | posteriores | posteriores |
| no redondeada | Anteriores | redondeada  |             |
| ------------- | ---------- | ----------- | ----------- |
| Cerradas      | ɪ          |             | u           |
| Medias        | ɪe         | ɤ           | o           |
| Abiertas      | æ          |             |             |

## Dialectos
Se han registrado cuatro dialectos del nivejí:
1. Amur, en el continente
2. Sajalín norte y occidental
3. Sajalín sur, de la región de Poronaisk
4. Sajalín oriental

Las diferencias fonológicas y léxicas entre el dialecto nivejí hablado en la cuenca del Amur y los dialectos sur y oriental de la Isla de Sajalín, que algunos lingüistas diferencian dos lenguas distintas. El dialecto norte y occidental ha sido considerado como el intermedio entre los demás de Sajalín y el del Amur, en tanto el del sur es el más diferenciado del continental. Otros lingüistas han enfatizado en el alto grado de variabilidad de usanzas entre todos los Nivjis, incluso dentro de la misma zona del Amur o en cada dialecto de Sajalín, con una gran diversidad según la aldea, el clan o incluso cada hablante individual.